# Power Nine
Pour les articles homonymes, voir P9.
 (avril 2016).
Si vous disposez d'ouvrages ou d'articles de référence ou si vous connaissez des sites web de qualité traitant du thème abordé ici, merci de compléter l'article en donnant les références utiles à sa vérifiabilité et en les liant à la section « Notes et références ».
Le Power Nine ou P9 est un terme utilisé dans le jeu de cartes à collectionner Magic : l'assemblée pour désigner un ensemble de 9 cartes très puissantes éditées en Alpha, Beta et Unlimited, les toutes premières éditions du jeu, ce qui signifie qu'elles ont été imprimées entre fin 1993 et début 1994.
Ces 9 cartes, de par leur puissance disproportionnée, sont considérées comme des « spoilers » (cartes dites « dégénérées » car trop puissantes) et sont donc bannies de tous les formats de tournois (standard, modern, legacy,...) excepté le Vintage dans lequel elles sont tout de même restreintes à 1 seul exemplaire de chaque carte par deck. Dans ce format, elles jouent un rôle très important dans la compétition. Certaines combinaisons permettent notamment de battre l'adversaire dès le premier tour.
Ce sont des cartes mythiques, et vu leur puissance, leur valeur marchande est très élevée. 

## Cartes
Les cartes du Power Nine sont :
- Le « Lotus Noir »[2] est une carte d'artefact qui ne coûte aucun mana à lancer et permet de produire 3 manas de la couleur désirée en l’engageant et en le sacrifiant. Sa rareté (jamais rééditée depuis les premières éditions en 1993), sa puissance, et sa renommée expliquent son prix très élevé (5000 à 500.000 € selon les éditions et l'état).
- Les « Mox » (un de chaque couleur) :
  - « Perle »[3]
  - « Saphir »[4]
  - « Jais »[5]
  - « Rubis »[6]
  - « Émeraude »[7]
- « Time Walk »[8]
- « Ancestral Recall »[9]
- « Time Twister »[10] : cette carte n'est pour certains plus comptée dans le p. 9 car très peu jouée dans les tournois et nettement moins puissante (en termes d'avantage généré) comparée au reste du p. 9 ; on parle alors de p. 8.

Dans les autres cartes très bien cotées, on peut également citer :
- « Library of Alexandria »[11]
- « Bazaar of Baghdad »[12]
- « Mishra's Workshop »[13]
- « Berserk »[14]
- « Fork »[15]
- « Mana Drain »[16]
- « Sol Ring »[17]
- « Balance »[18]

D'autres cartes célèbres comme le Juzam Djinn ou The Abyss gardent une valeur pécuniaire importante malgré la désaffection des joueurs de tournois.
Les cartes de planeswalker sont également très prisées, avec notamment « Jace, le sculpteur de l'esprit », dont la côte particulière s'élève à environ 100 €, et 1 000 € en premium (voir ci-dessous).
À noter que Library of Alexandria a reçu une mention spéciale de Wizards qui qualifie cette carte de meilleur terrain du jeu. Posséder la Librairie avec le P9 est également appelé "P10". De plus, Time Vault étant joué dans presque toutes les listes de decks et Time Twister étant plutôt absent pour une carte de P9, on peut parler de P9 sans compter Time Twister.
De plus, certaines cartes ont eu droit à un tirage extrêmement réduit, comme la “1996 World Champion”, qui n'existe qu'en un seul exemplaire au monde et qui, comme son nom l'indique, a été donnée au champion du monde de Magic de l'année 1996, un Australien nommé Tom Chanpheng. 
On peut aussi signaler que certaines cartes du Power Nine ont été rééditées en seulement un exemplaire en récompenses à des champions du monde, et spécialement modifiées à l'occasion.